# Rubukona
Rubukona is een geslacht van vlinders uit de familie wespvlinders (Sesiidae), onderfamilie Sesiinae.
Rubukona is voor het eerst wetenschappelijk beschreven door Fischer in 2007. De typesoort is Rubukona svetlanae.

## Soorten
Rubukona omvat de volgende soorten:
- Rubukona cuprescens (Hampson, 1919)
- Rubukona svetlanae Fischer, 2007